# Tommy Holmgren
Pour les articles homonymes, voir Holmgren.
Tommy Holmgren, né le 9 janvier 1959 à Palohuornas (Suède), est un footballeur suédois, évoluant au poste de milieu de terrain. Au cours de sa carrière, il évolue au Gällivare SK et à l'IFK Göteborg, ainsi qu'en équipe de Suède. Holmgren ne marque aucun but lors de ses vingt-six sélections avec l'équipe de Suède entre 1981 et 1986. 
Il réalise l'essentiel de sa carrière en club et en sélection avec son frère aîné, Tord Holmgren.

## Biographie

### En club
Avec le club de l'IFK Göteborg, il remporte deux Coupes de l'UEFA, quatre championnats de Suède et trois Coupes de Suède. Lors de la Coupe UEFA 1981-1982, il inscrit notamment un but lors des quarts de finale face aux Espagnols du FC Valence, puis un autre but lors des demi-finales contre l'équipe allemande de Kaiserslautern.
Il dispute un total de 20 matchs en Coupe d'Europe des clubs champions, inscrivant quatre buts dans cette compétition. Il atteint les demi-finales de cette compétition en 1986, en étant éliminé par le club espagnol du FC Barcelone. Il inscrit un but lors de la demi-finale aller, remportée 3-0 face au club catalan.
Son bilan en première division suédoise est de 213 matchs joués, pour 18 buts marqués. Il réalise sa meilleure performance en 1979, où il inscrit 5 buts.

### En équipe nationale
Tommy Holmgren reçoit 26 sélections en équipe de Suède entre 1981 et 1986.
Il joue son premier match en équipe nationale le 12 août 1981 contre la Bulgarie et son dernier le 14 mai 1986 contre l'Autriche.

## Palmarès

### En équipe nationale
- 26 sélections et 0 but avec l'équipe de Suède entre 1981 et 1986

### Avec l'IFK Göteborg
- Vainqueur de la coupe de l'UEFA en 1982 et 1987
- Vainqueur du championnat de Suède en 1982, 1983, 1984 et 1987
- Vainqueur de la coupe de Suède en 1979, 1982 et 1983